# Zvonička ve Vysočanech
Zvonička ve Vysočanech v Praze se nachází v parku na náměstí OSN. Je chráněna jako nemovitá kulturní památka České republiky.

## Historie
Zvonička původně stála u vysočanské tvrze vedle kříže. Byla odstraněna a nahrazena replikou s datováním 1839.

## Popis
Původní zvoničku tvořil dřevěný sloup s rozsochou a zvonkem. Sloupek byl zastřešený kuželovou šindelovou stříškou.
Nová zvonička má znovu vytvořenou dřevěnou část. Původní rozsocha byla napodobena trámovou konstrukcí, která nese šindelovou stříšku zespodu uzavřenou. Je osazena na hranolový sokl s rytým letopočtem 1839 a reliéfem kalichu. Je bez zvonu.

## Další informace
Nedaleko se nachází litinová boží muka na zdobném hranolovém kamenném soklu se stejným letopočtem i kalichem.